# Nokia 5110

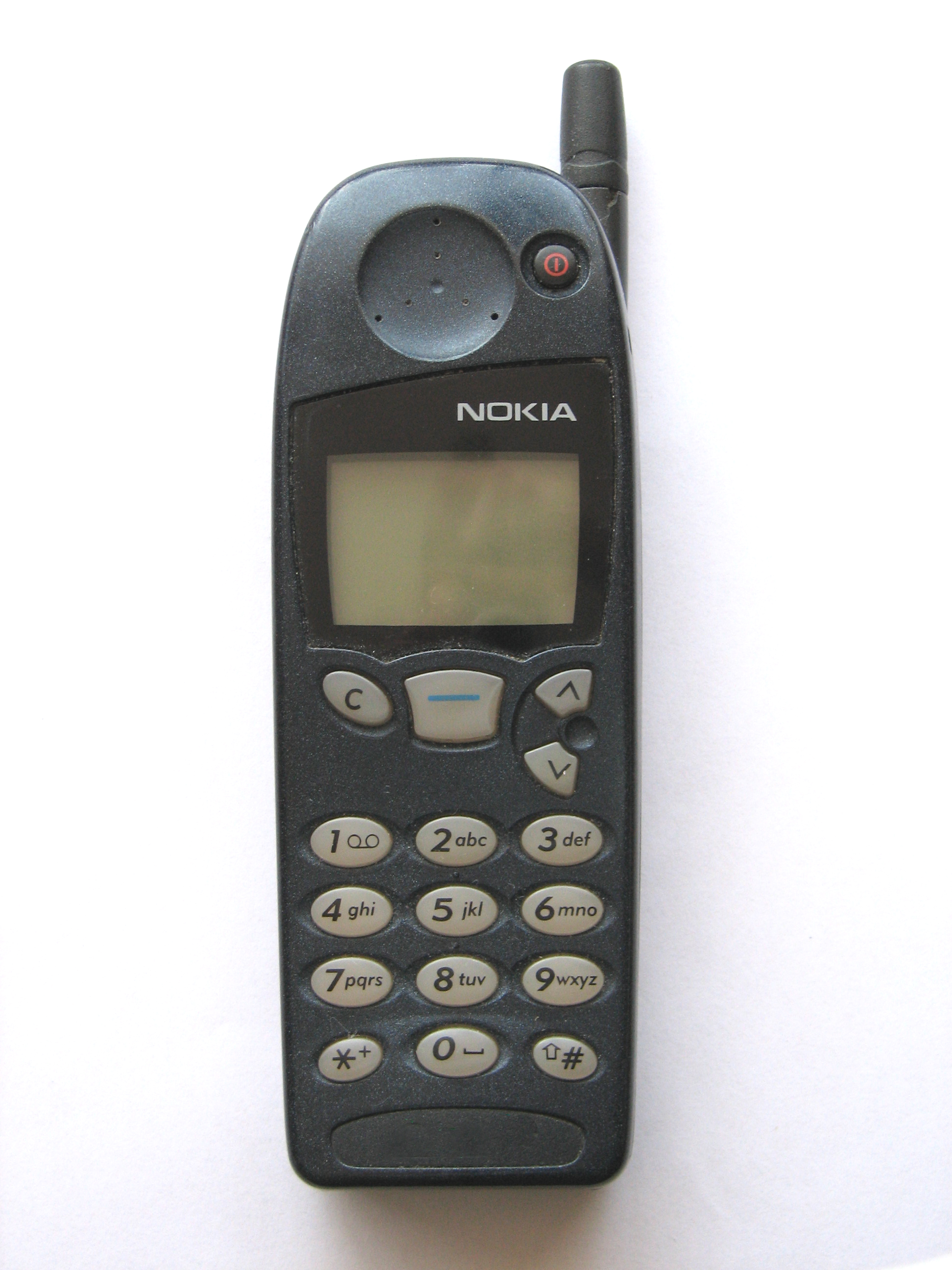
Nokia 5110

Nokia 5110 je mobilní telefon firmy Nokia. Ve své době byl jeden z nejúspěšnějších mobilních telefonů na světě.
Na trh byl uveden v roce 1998. Tento mobilní telefon je odlehčenou verzí modelu Nokia 6110, který byl koncipován jako manažerský. V USA se prodávala jeho varianta Nokia 5190 a existovaly i další varianty pro různé trhy. Telefon má fyzické rozměry 48 × 132 × 31 mm, jeho hmotnost s originální baterií a bez SIM karty je 170 g. Telefon jako jeden z prvních přinesl přední výměnný kryt a vestavěné hry. Nevýhoda ale byla absence podpory novějšího GSM pásma o frekvenci 1800 MHz.
Na trhu se udržel velmi dlouho – až do roku 2001.

## Displej
Telefon má monochromatický grafický displej. Při psaní SMS zobrazuje až tři řádky a při čtení zobrazuje až čtyři řádky textu a 39 znaků najednou.

## Baterie
Standardní baterie je typu NiMh a má kapacitu 900 mAh, uváděná výdrž je až 270 hodin v pohotovostním režimu.

## Klávesnice
Klávesnice telefonu je podsvětlena žlutozelenými diodami (stejně jako displej). Je vyrobena z pryže. Speciální tlačítko NaviKey má proměnlivou funkci, která se zobrazuje nad tlačítkem na displeji telefonu. Tlačítka klávesnice je možno uzamknout proti nechtěnému stisknutí.

## Obliba
Obliba telefonu byla dána souhrou několika faktorů. Byla to relativně nízká cena a malé rozměry na tehdejší dobu, kdy si mobilní telefony teprve hledaly cestu k širšímu okruhu zákazníků, líbivý vzhled s možností výměny předního krytu za barevný, snadnost ovládání (viz klávesnice), relativně velký grafický displej a předinstalované hry, mezi nimi populární Had.
Podobné obliby pak dosáhla kompaktnější a modernější „nerozbitná“ Nokia 3310.  Nokia 5110 se objevila v 28. dílu seriálu Comeback (2009), kde zesměšňují omezené možnosti již zastaralého telefonu: šílený hacker fotí padesát jedna desítkou a spouští na ní Linux.